# 1,2,4-Triazol
1,2,4-Triazol je jedno od para-izomernih hemijskih jedinjenja sa molekulskom formulom , koji se zovu triazoli. Ovo jedinjenje sadrži petočlani prsten sa dva atoma ugljenika i tri atoma azota. 1,2,4-Triazol je bazno aromatično heterociklično jedinjenje. Derivati 1,2,4-triazola imaju mnoštvo primena. 1,2,4-Triazoli se mogu pripremiti koristeći Ajnhorn–Brunerovu reakciju ili Pelizarijevu reakciju.
Oni su sastavni deo antifungala kao što je flukonazol i itrakonazol.

## Spoljašnje veze
|  | Molimo Vas, obratite pažnju na važno upozorenje u vezi sa temama iz oblasti medicine (zdravlja). |